# Luigi Carpaneda
Luigi Arturo Carpaneda (* 28. November 1925 in Mailand; † 14. Dezember 2011 ebenda) war ein italienischer Florettfechter, Olympiasieger und Weltmeister.

## Wichtigste Erfolge
Bei den Olympischen Spielen von Melbourne 1956 gewann Carpaneda Gold im Mannschaftsflorett der Herren, zusammen mit Edoardo Mangiarotti, Manlio Di Rosa, Giancarlo Bergamini, Antonio Spallino und Vittorio Lucarelli.
Bei den nachfolgenden Olympischen Spielen 1960 in Rom wurde die italienische Mannschaft mit ihm von der UdSSR im Finale besiegt und gewann Silber.
In Rom wurde Carpaneda 1955 Mannschaftsweltmeister im Florett. 1957 in Paris gewann seine Mannschaft bei diesem Wettbewerb Bronze.
Luigi Carpaneda verstarb am 14. Dezember 2011 im Alter von 86 Jahren.

## Persönliches
Der begeisterte Segler gewann 1981 den Three Quarter Ton Cup, war Präsident der italienischen Seglervereinigung und war fünfmal Kapitän der italienischen Mannschaft beim Admiral’s Cup.
Er starb im Dezember 2011 mit 86 Jahren, als er in Mailand als Fußgänger von einem Auto erfasst wurde, dessen Fahrer bei Rot eine Ampel missachtet hatte.